# Terminal Fluvial de Cacilhas
O Terminal Fluvial de Cacilhas é um dos seis pontos de ligação da Transtejo e Soflusa à Margem Norte do rio Tejo, permitindo o acesso às embarcações que fazem o trajeto entre o Cais do Sodré e Cacilhas:
- ~C~ Cais do Sodré ⇄ Cacilhas

O terminal está situado no Largo Alfredo Dinis, também conhecido como Largo de Cacilhas, na zona de Cacilhas. Faz interface com estação Cacilhas, que serve as linhas 1 3 do Metro Sul do Tejo, para além de ligar a inúmeras linhas da Carris Metropolitana nas paragens circundantes, possibilitando o transporte direto até Aldeia de Paio Pires, Alfazina, Amora, Brejos de Azeitão, Casal do Marco, Charneca de Caparica, Coina, Corroios, Costa da Caparica, Cova da Piedade, Cruz de Pau, Farinheiras, Feijó, Fernão Ferro, Fogueteiro, Fonte da Telha, Foros de Amora, Laranjeiro, Lazarim, Marisol, Monte de Caparica, Pilotos, Pragal, Quinta da Graça, Quinta do Conde, Quinta do Texugo, Raposeira, Santa Marta do Pinhal, Santo António dos Capuchos, São João da Caparica, Seixal, Setúbal, Sobreda, Trafaria, Vale de Milhaços e Vila Nogueira de Azeitão, e de contar com uma praça de táxis.

## História
Em 1904 teve início o transporte de veículos por via fluvial no Rio Tejo com a ligação entre Cacilhas e o Cais do Sodré operada pela Parceria dos Vapores Lisbonenses e cujo edifício administrativo ainda se encontra no local original.
Entre 1886 e 1978 esteve em funcionamento, no local onde se encontra atualmente o Terminal Fluvial de Cacilhas, o Farol de Cacilhas. Em 1978 foi projetado um novo Farol de Cacilhas pelo arquiteto José Miguel Fonseca mas a sua construção não foi concretizada.
Em julho de 1992, foi proposta a remodelação do Terminal Fluvial de Cacilhas com base num projeto dos arquitetos Bruno Cerqueira e Paulo Brito da Silva. Esta remodelação consistiu na criação de uma zona de entrada que ligava as duas salas de embarque do terminal.
Em 2009 foi recolocado o Farol de Cacilhas no Largo Alfredo Dinis, agora numa posição com maior relevo.
Em 2010 o Terminal Fluvial de Cacilhas foi novamente intervencionado, tendo sido melhorados os acessos a pessoas com mobilidade reduzida, as instalações sanitárias e o posto de venda de bilhete.

No dia 4 de fevereiro de 2023 foi concluída a requalificação de todo o Largo Alfredo Dinis, no qual se encontra o Terminal Fluvial de Cacilhas, o Farol de Cacilhas, a estação Cacilhas do Metro Sul do Tejo, o Terminal Rodoviário de Cacilhas e o Clube Náutico de Almada. Esta intervenção iniciou-se em março de 2021 e contou com um investimento total de cerca de 3 milhões de euros.